# Медиааскетизм
Медиааскети́зм (англ. Media-Asceticism) или цифровое воздержание — это идеология, социальная практика и формирующееся в настоящее время социальное движение, целью которого является достижение человеком осознанного контроля за своей жизнедеятельностью в пространстве медиа-коммуникаций и в виртуальной реальности. По сути, практики медиааскетизма следует понимать как стремление современного человека обрести свою субъектность в пространстве медиа-коммуникаций, выйти за рамки приписанной ему роли реципиента и/или ретранслятора медиа-дискурса.

## Описание
Вопреки стереотипам, медиааскетизм не предполагает полного отказа от новых информационных технологий в повседневной жизни, как понятие аскеза в подлинном смысле означает не столько отказ и воздержание, сколько самодисциплину и самосовершенствование. Медиааскеза, согласно авторам идеи, не является сугубо негативной практикой (практикой отказа), не представляет собой виртуальный дауншифтинг. Медиааскеза — это, в первую очередь, попытки контролировать тот поток информации, получателем которой является современный человек. Практики ограничения и воздержания выступают инструментами и техниками, благодаря использованию которых оттачивается самодисциплина.
Медиааскетизм является относительно новым явлением, первые проявления его датируются началом второго десятилетия нынешнего столетия (2010-е). Медиааскетизм неравномерно представлен в мировом масштабе и в социальном пространстве. Популярность медиааскетизма прямо зависит от того, насколько плотно цифровые технологии интегрированы в жизненный мир человека. Соответственно, данная практика является более актуальной для жителей стран «Золотого миллиарда» и представителей среднего и высшего класса. Последнее связывает медиааскетизм с феноменом «медиаснобизма» — демонстративного отказа от использования цифровых технологий, становящегося в настоящее время маркером принадлежности к привилегированным классам.
Единой идеологической базы для медиааскетизма как социального движения на настоящее время также не существует. О необходимости контроля над информационными потоками медиааскеты говорят, опираясь на самые различные идейные и мировоззренческие идеи: от крайне консервативных и клерикальных до радикально либертарных и анархистских. Таким образом, можно говорить о том, что данное социальное движение находится в настоящее время на этапе становления.

## Близкие понятия
- Медиаснобизм
- Цифровой аскетизм (англ. Digital aceticism)
- Цифровая диета (англ. Digital dieting)
- Цифровой детокс